# Connellia varadarajanii
Connellia varadarajanii är en gräsväxtart som beskrevs av Lyman Bradford Smith och Julian Alfred Steyermark. Connellia varadarajanii ingår i släktet Connellia, och familjen Bromeliaceae. Inga underarter finns listade i Catalogue of Life.